# 12405 Nespoli
12405 Nespoli este un asteroid din centura principală, descoperit pe 15 septembrie 1995 de Francesco Manca și Valter Giuliani.